# Bogense Kirke
 For alternative betydninger, se Sankt Nikolaj Kirke. (Se også artikler, som begynder med Sankt Nicolaj Kirke)
Bogense Kirke eller Skt. Nikolaj Kirke er en kirke i den nordfynske havneby Bogense. Kirken ligger nær en skrænt ud til Kattegat lidt nord for byens torv. I modsætning til de fleste danske købstadskirker er den endnu omgivet af sin kirkegård.

## Bygningen
Skt. Nikolaj Kirke består af et romansk kor og skib opført af kamp, hvortil er tilføjet talrige tilbygninger. Den ældste forandring af kirken var en forlængelse af skibet mod vest, der fandt sted i højmiddelalderen. De mest omfattende bygningsarbejder hører imidlertid senmiddelalderen til og kan på grundlag af bl.a. dendrokronologiske undersøgelser dateres til perioden ca. 1450-1500. Med disse senmiddelalderlige forandringer fik kirken i alt væsentligt sit nuværende udseende med to korsarme og tårn med ottekantet spir.
De senmiddelalderlige forandringer af kirkebygningen indledtes omkring 1450 med opførelsen af et tårn (forhøjet 1760), der mod sædvane står øst for koret. Denne placering skyldes, at kirken ligger så tæt ved den stejle skrænt, at området vest for kirken var uegnet som byggegrund. Cirka 1455 blev den romanske kirke forhøjet med opførelsen af et øvre stokværk, og kort efter blev den søndre korsarm bygget, ligeledes med et øvre stokværk. Det øvre stokværk, der måske fungerede som kornloft, blev allerede sløjfet o. 1485, da der indsattes hvælvinger over såvel kor og skib som over korsarmen. Endelig blev den nordre korsarm opført ca. 1495. Et ældre våbenhus, der blev nedrevet 1857 og erstattet af et nyt, stammede formentlig også fra middelalderen.

## Inventaret
Kirkens inventar inkluderer enkelte middelalderlige genstande, herunder det murede alterbord, den romanske døbefont og den lille klokke fra det 13. århundrede. Endvidere er det store korbuekrucifiks (ophængt i søndre korsarm) fra ca. 1485, mens kirkens anden klokke er støbt af Hendrik de Campen i 1516. Fra Christian 4.'s tid (1588-1648) stammer både altertavlen og prædikestolen. Førstnævnte er en katekismus- eller skriftaltertavle med baldakin dateret 1588 og udført ved delvis genanvendelse af træ fra kirkens senmiddelalderlige altertavle. Den er af en type, der kendes fra flere fynske kirker (note til side 2145). Prædikestolen fra 1604 er det eneste kendte arbejde af nederlænderen(?) Harmen Garstenkorn. Med sine arkadefag, dobbelte søjler og tilspidsende hjørnefremspring er den dog af en typisk fynsk type, der bedst kendes fra odensesnedkeren Jens Asmussens arbejder.

## Gravminder
Kirken rummer et epitafium med maleri af Hans Schütte og 17 gravsten. Seks af disse sten er lagt over medlemmer af den lokale købstadsadel, Halvbjørn af Bogense. Desuden er flere sten lagt over medlemmer af den store fynske Bangslægt. Nogle enkelte af kirkens gravsten er udført af odenseanske mestre, men der er også flere sten, der kan henføres til et lokalt værksted, hvis arbejder også kendes fra Middelfart Kirke.